# Helpension
Helpension innebär att tre mål mat - frukost, lunch och middag - är inkluderat i priset för en hotellvistelse eller motsvarande. Helpension garanterar inte helt fria val av måltider, utan enbart att någon form av måltid ingår. Normalt ingår endast ett begränsat urval drycker och så gott som aldrig alkoholdrycker.
Begreppet all inclusive eller allt inkluderat brukar vara mer omfattande, även inkludera vissa alkoholdrycker, glass eller snacks och ibland aktiviteter. Däremot finns det, trots namnet, ofta begränsningar i vad som ingår.